# 高村光雲

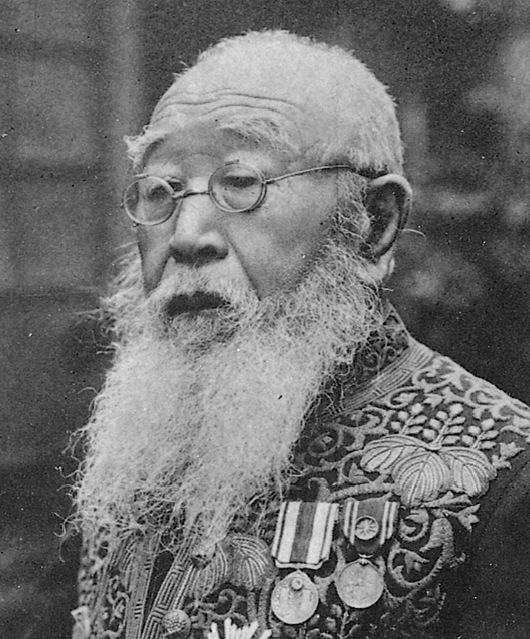
高村光雲

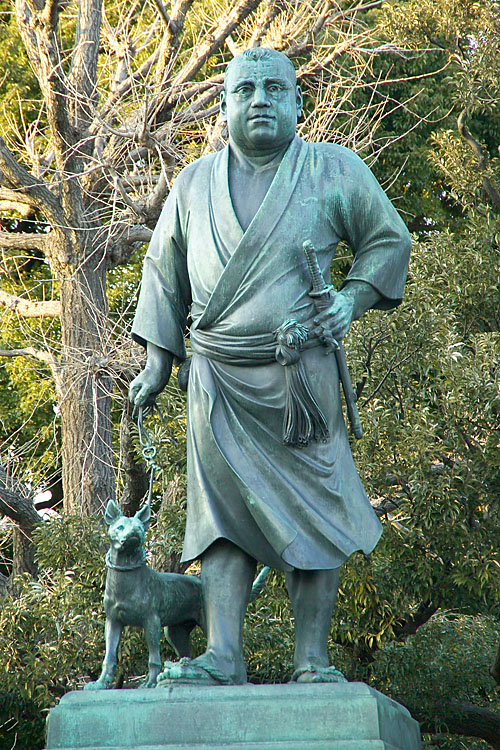
西郷隆盛像（上野恩賜公園）

高村 光雲（たかむら こううん、1852年3月8日（嘉永5年2月18日） - 1934年（昭和9年）10月10日）は、日本の仏師、彫刻家。位階は従三位。幼名は光蔵。詩人・彫刻家の高村光太郎は長男、鋳金家の高村豊周は三男。写真家の高村規（ただし）は孫（豊周の息子）。

## 経歴
江戸下谷（現・台東区）に町人・兼吉の子として生まれる。1863年（文久3年）から仏師の高村東雲の元に徒弟となる。後に東雲の姉・エツの養子となり、高村姓となる。
明治維新以後は廃仏毀釈運動の影響で、仏師としての仕事はなく、輸出用の象牙彫刻が流行したために木彫も衰え、光雲自身の生活も苦しかった。そのような中で光雲は木彫に専念、積極的に西洋美術を学び、衰退しかけていた木彫を写実主義を取り入れることで復活させ、江戸時代までの木彫技術の伝統を近代につなげる重要な役割を果たした。
1889年（明治22年）から東京美術学校に勤務、翌年に彫刻科教授、同年10月2日、帝室技芸員に任ぜられる。1893年（明治26年）には『老猿』をシカゴ万博に出品。1900年（明治33年）には『山霊訶護』をパリ万博に出品。1926年（大正15年）に東京美術学校を退職し、名誉教授。
光雲の弟子には山崎朝雲、山本瑞雲、米原雲海、関野聖雲など近代日本彫刻を代表する彫刻家がいた。
1934年 死去。満82歳。墓所は染井霊園(1ロ-6-1)。

## 栄典
位階
- 1901年（明治34年）4月20日 - 正六位[2]
- 1903年（明治36年）12月11日 - 従五位[3]
- 1912年（明治45年）6月21日 - 正五位[4]
- 1922年（大正11年）9月11日 - 正四位[5]
- 1926年（大正15年）4月15日 - 従三位[6]

勲章
- 1925年（大正14年）11月25日 - 勲二等瑞宝章[7]

## 代表作

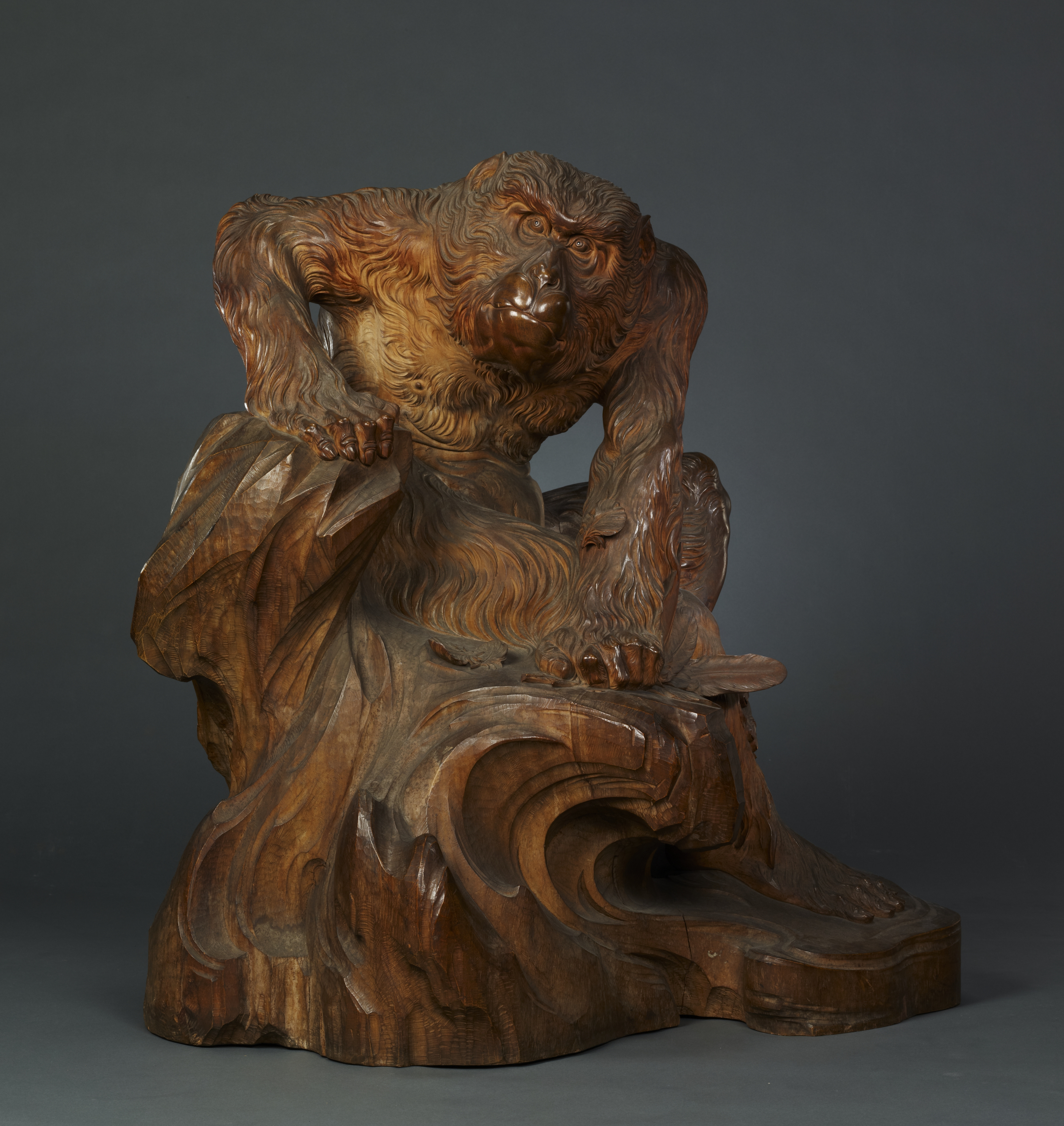
重要文化財『老猿』（1893年）108.5 x 103.5 x 76.0 cm

- 老猿（東京国立博物館蔵[8]） - 1893年（明治26年）シカゴ万博出品作。木彫。国の重要文化財に指定。
- 西郷隆盛像（上野恩賜公園）
1897年（明治30年）に完成し、翌年除幕式が行われた。傍らの犬は後藤貞行の作。
- 楠公像（皇居前広場）
住友家が別子銅山（愛媛県）の開坑200年を記念して東京美術学校に製作を依頼し、宮内省に献納したもの。光雲が製作主任となり、主に楠公（楠木正成）の頭部を担当。体部は山田鬼斎と石川光明、馬は後藤貞行、鋳造は岡崎雪聲が担当した。銅像の台座の銘板には「明治30年」とあるが、原型（木造）は1893年（明治26年）に完成している。
- 山霊訶護（宮内庁蔵） - パリ万博出品作。
- 矮鶏置物（ちゃぼおきもの）（宮内庁蔵） - 1889年矮鶏置物。

## 家系
祖先は鳥取藩士、中島重左衛門とされる。重左衛門の孫の富五郎が生まれる前に江戸で町人になっていたという。富五郎の息子が光雲の父･兼吉。

## 著書
- 『高村光雲懐古談』新人物往来社 1970年
- 『幕末維新懐古談』岩波書店 1995年 ISBN 4003346718
- 『人間の記録 高村光雲 木彫七十年』日本図書センター 2000年 ISBN 4820559532